# 사라 부하디
사라 부하디(프랑스어: Sarah Bouhaddi, 1986년 10월 17일 ~ )는 프랑스의 알제리계 여자 축구 선수이다. 포지션은 골키퍼이며, 현재 잉글랜드 FA 여자 슈퍼리그의 아스널 WFC에서 활동하고 있다.

## 클럽 경력
2001년부터 2002년까지 OS 모나코 소속으로 활동했으며 2002년에 CNFE 클레르퐁텐에 입단했다. 2003년에는 CNFE 클레르퐁텐의 1군 팀으로 승격되면서 디비지옹 1 페미닌 무대에 데뷔했다. 2005년부터 2006년까지 툴루즈 FC 소속으로 활동했고 2006년부터 2009년까지 FCF 쥐비지(현재의 파리 FC) 소속으로 활동했다. 2009년에 올랭피크 리옹으로 이적하면서 팀의 주전 골키퍼로 활약했다.

## 국가대표 경력
2003년부터 2005년까지 프랑스 여자 U-19 축구 국가대표팀 선수로 활동했으며 3차례의 UEFA U-19 여자 축구 선수권 대회에 참가했다. 독일에서 열린 2003년 대회에서는 우승을 경험했고 헝가리에서 개최된 2005년 대회에서는 준우승을 경험했다. 러시아에서 개최된 2006년 FIFA U-20 세계 여자 축구 선수권 대회에 참가했다.
2004년 2월 21일에 열린 스코틀랜드와의 친선 경기에 처음 출전하면서 프랑스 여자 축구 국가대표팀 선수로 데뷔했다. 2011년 FIFA 여자 월드컵 유럽 지역 예선과 2011년 FIFA 여자 월드컵 본선은 십자 인대 부상으로 인해 불참했지만 2012년에 대표팀에 복귀하게 된다. 4차례의 UEFA 유럽 여자 축구 선수권 대회(2005년, 2009년, 2013년, 2017년), 2차례의 FIFA 여자 월드컵(2015년, 2019년), 2차례의 하계 올림픽(2012년 런던 하계 올림픽, 2016년 리우데자네이루 하계 올림픽)에 참가했다.

## 수상

### 클럽
올랭피크 리옹
- 디비지옹 1 페미닌 10회 우승 (2009-10, 2010-11, 2011-12, 2012-13, 2013-14, 2014-15, 2015-16, 2016-17, 2017-18, 2018-19)
- 쿠프 드 프랑스 페미닌 7회 우승 (2011-12, 2012-13, 2013-14, 2014-15, 2015-16, 2016-17, 2018-19)
- UEFA 여자 챔피언스리그 6회 우승 (2010-11, 2011-12, 2015-16, 2016-17, 2017-18, 2018-19)

### 국가대표
- 2012년 키프로스컵 우승
- 2014년 키프로스컵 우승
- 2017년 시빌리브스컵 우승